# Абу Даби
 Тази статия е за града в Обединените арабски емирства.  За емирството вижте Абу Даби (емирство).  
Абу̀ Да̀би (на арабски: أبو ظبي, „баща на газелата“) е столицата на Обединените арабски емирства, както и столицата и най-големият град на емирство Абу Даби и втория по големина в ОАЕ. Населението му е 1 807 000 души (2023).
Градът е разположен на 27 метра надморска височина на югоизточния бряг на Персийския залив, на 130 километра югозападно от Дубай. Селището е основано в средата на XVIII век и става седалище на емирите през 1795 година.
Наличието на сладководен извор на острова става причина за неговото населяване и построяването на форт. Островът придобива важност в по-късни години, главно след откриването на нефтени залежи. Въпреки че е столица, седалището на управляващото семейство Нахиян е Айн, намиращ се в едноименния оазис на около 160 км източно от Абу Даби.

## Известни личности
Родени в Абу Даби
- Юсеф Отайба (р. 1974), дипломат

Починали в Абу Даби
- Абдуллахи Юсуф Ахмед (1934-2012), сомалийски политик
- Халифа ибн Зайед ал-Нахаян (1948-2022), емир